# 納瓦·普潘塔查希
納瓦·普潘塔查希（曾被誤譯為纳瓦希·普潘塔奇斯，羅馬化：Nawasch Phupantachsee），昵称Pon ，為泰国第3电视台旗下的男演员與模特。代表作有《粉色罪孽》、《辛德瑞拉的诡计》、《珠光璀璨》等。

## 早期生活
Pon於1996年1月15日出生於泰國曼谷，為泰國沙敦府警察少將塔通薩克·普潘塔奇斯與泰國前女演員查努達彭·維希達索彭（曾是著名電影《缘浅情深》（1983）和《Ploy Talay》的女主角）的么子。
在教育方面，Pon畢業於藍康恆大學示範學校與博丁中學，大學以二等榮譽的佳績畢業於先皇技术学院的工程學院。

## 演藝經歷

### 2013至2017年
2015年，Pon於就讀大學期間進入演藝圈。他受邀參加帕瑪哈披猜皇冠儀式（Phra Maha Phichai Crown ceremony），接受來自於於叻甲挽縣的佛像裝飾。在進入演藝圈前，他早在2013年參加了“Young Star Mekhala”選秀競賽並獲得了最佳上鏡獎。此外，他還是“Miner Young Wink Contest”的“WoW Young Man”獎得主。
2017年，Pon在電視劇《萌主密探》中飾演導演Panthit。後來，他得到機會出演《辛德瑞拉的詭計2018》，在劇中主演一家紡織公司的老闆Touch。

### 2018至今
2018年，Pon首度擔綱第一男主角，搭檔女星娜琳迪帕·莎功翁昂派（Bua）主演愛情電視劇《粉色罪孽》，Pon在劇中飾演Peat。這部劇不論是在國內還是國際上都獲得了不錯的成績。也讓Pon憑藉出色的演技獲得了“Kazz Awards 2019”的最佳男演員獎。
2019年，Pon主演電視劇《偽燭之焰》，並在隔年客串戲劇《愛的領域》。
2021年，Pon主演電視劇《珠光璀璨》。他在劇中飾演Chalunthorn與Lan，與飾演Praomook角色的女演員娜琳迪帕·莎功翁昂派（Bua）演對手戲，創造了一個非常奇特的故事，故事以愛恨交織的關係開始。但最終他們會開始愛上彼此，並在相愛的道路上遇到重重阻礙。

## 影视作品

### 電視劇
| 首播年份 | 戲名                     | 戲名          | 播放平台    | 角色                             | 備註               |
| 首播年份 | 譯名                     | 原文名        | 播放平台    | 角色                             | 備註               |
| 2015年   | 《天堂魔咒2015》         |               | Ch7HD       | 模特兒                           | 客串 （第11-12集） |
| 2017年   | 《萌主密探》             |               | Ch3Thailand | Panthit                          | 配角               |
| 2018年   | 《辛德瑞拉的詭計2018》   |               | Ch3Thailand | Intouch （Touch）                | 主演               |
| 2018年   | 《粉色罪孽》             |               | Ch3Thailand | Patsakorn （Peat）               | 主演               |
| 2019年   | 《守護星辰》             |               | Ch3Thailand | Kim                              | 配角               |
| 2019年   | 《偽燭之焰》             |               | Ch3Thailand | Benjamin Henry（現代）           | 主演               |
| 2019年   | 《偽燭之焰》             | Louis（前世） | Ch3Thailand |                                  | 主演               |
| 2020年   | 《愛的領域》             |               | Ch3Thailand | Nawasch                          | 客串               |
| 2020年   | 《天際星巒》             |               | Ch3Thailand | Santarakat                       | 主演               |
| 2021年   | 《珠光璀璨》             |               | Ch3Thailand | Chalunthorn （Lun）              | 主演               |
| 2022年   | 《雙重命運》             |               | Ch3Thailand | Naruebodee Phongsadilok （Nick） | 主演               |
| 2023年   | 《強悍媳婦》             |               | Ch3Thailand | Noppanai Wongkulthonsap （Nai）  | 主演               |
| 2023年   | 《花之囚籠》             |               | Ch3Thailand |                                  | 主演               |
| 2025年   | 《兄长，我是鹅不是天鹅》 |               | Ch3Thailand | Luang Thukkharat（Chai）         | 主演               |
| 待公布   | 《替名情臻》             |               | Ch3Thailand | Thatri Thatriphan                | 主演               |
| 待公布   | 《保衛國土2025》         |               | Ch3Thailand | Chonlacha                        | 主演               |

### 電影
| 首映年份 | 片名       | 片名   | 角色  | 備註     |
| 首映年份 | 译名       | 原文名 | 角色  | 備註     |
| 2019年   | 《你好嗎》 |        | Nut   | 微電影   |
| 2023年   | 《鬼聞》   |        | Mekha | 首部電影 |

### 音乐录影带
| 年份   | 曲目   | 曲目   | 歌手     | 合作藝人          | 備註  |
| 年份   | 译名   | 原文名 | 歌手     | 合作藝人          | 備註  |
| 2019年 | 你好嗎 |        | NUM KALA | 農吉拉·叻卡準娜袞 | [ 2 ] |